# Utaperla gaspesiana
Utaperla gaspesiana är en bäcksländeart som beskrevs av Harper och Roger Roy 1975. Utaperla gaspesiana ingår i släktet Utaperla och familjen blekbäcksländor. Inga underarter finns listade i Catalogue of Life.